# Torta di sangue
La torta di sangue è un piatto italiano tradizionale del Bergamasco e del nord della Lombardia, del Piacentino (Emilia-Romagna), dell'Astigiano, e del Canavese (Piemonte).

## Descrizione
La versione dolce della torta di sangue si prepara facendo soffriggere o stufare delle cipolle a cui si aggiungono sangue di maiale, latte, formaggio, pangrattato, e noci moscate. In seguito il piatto viene infornato.
Fra Bergamo e la Val Camonica, l'alimento è salato, e il sangue si mescola invece a formaggio grana, porri, formaggio grattugiato, uova, grasso, e spezie.

## Storia
La torta di sangue era una preparazione contestuale alla macellazione del maiale, spesso mangiata con la polenta. In seguito al boom economico, il piatto cadde in disuso ed è oggi quasi scomparso.